# Стефан Хаджипетров
Стефан Иванов Хаджипетров е български индустриалец, кмет на Бургас.

## Биография
Роден е през февруари 1882 г. в семейството на Иван Хаджипетров, борец за църковните права на българите от страна на колонията ни в Цариград. 
Кмет е на Бургас за кратко между 21 май и 11 юли 1916 г. 
През 1924 г. Стефан Хаджипетров става началник на Бургаската стокова борса, а от следващата година и на Бургаската търговско-индустриална камара. 
По негова инициатива се събират средства за построяването на сграда за камарата, която е започната прец 1927 г. и завършена през 1930 г. По този случай получава орден „За гражданска заслуга“, 4 степен.